# Płytka humeralna

Skleryty skrzydłowe. tg: tegula, Humeral plate: płytka humeralna, First Axillary: pierwszy skleryt aksillarny, Second Axillary: drugi skleryt aksillarny, Third Axillary: trzeci skleryt aksillarny, Fourth Axillary: czwarty skleryt aksillarny, bf: bazalny fałd skrzydła, Proximal plate: przednia płytka medialna, Distal plate: tylna płytka medialna, ANP: przedni wyrostek notalny tergitu, PNP: tylny wyrostek notalny tergitu, axillary cord: costula tendinis, Vannus: pole analne, C: żyłka kostalna, Sc: żyłka subkostalna, R: żyłka radialna, M: żyłka medialna, Cu: żyłka kubitalna, PCu: żyłka postkubitalna, A: żyłki analne, JA: żyłki jugalne.

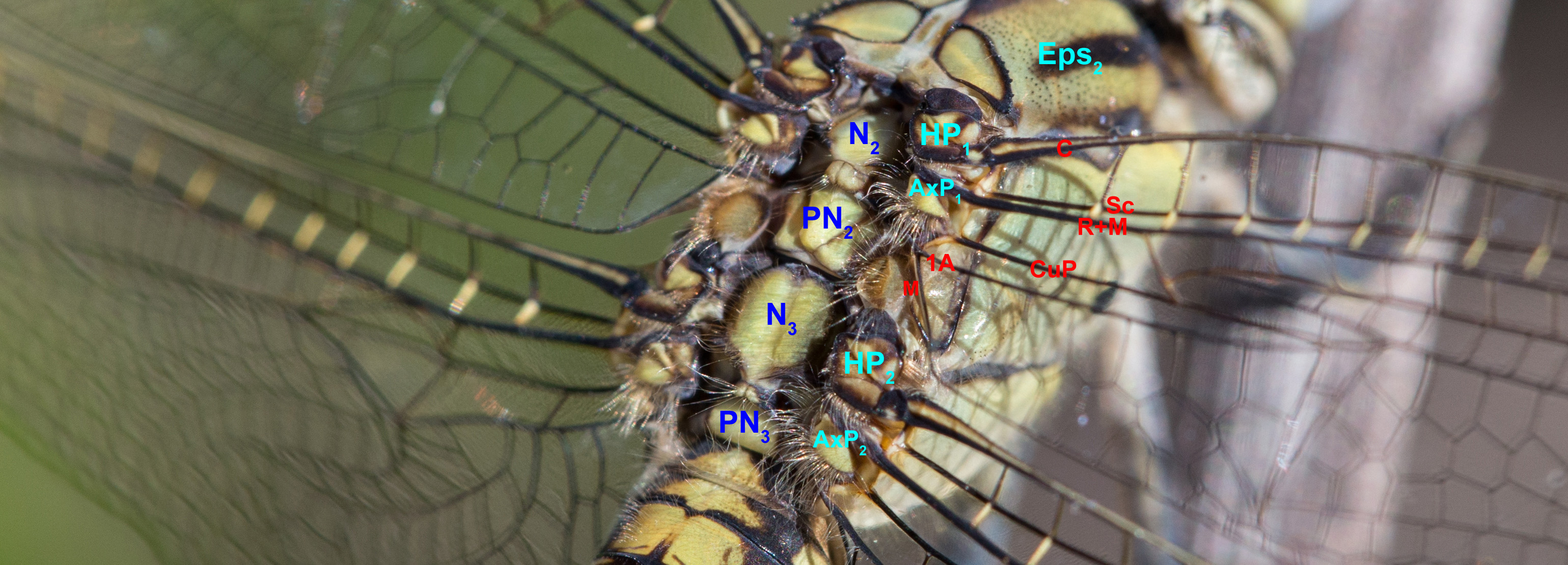
Zbliżenie na grzbietową stronę skrzydłotułowia ważki Orthetrum caledonicum. Eps_{2}: episternit śródtułowia, N_{2}: śródplecze, PN_{2}: zatarcza śródtułowia, N_{3}: zaplecze, PN_{2}: zatarcza zatułowia, HP_{1} i HP_{2} – płytki humeralne przedniego i tylnego skrzydła, AxP_{1} i AxP_{2} – płytki aksillalne przedniego i tylnego skrzydła, M: membranula, C: żyłka kostalna, Sc: żyłka subkostalna, R+M: scalone żyłka radialna i medialna, CuP: żyłka postkubitalna, 1A: żyłka analna.

Płytka humeralna, skleryt barkowy (ang. humeral plate, costal lobe, costal sclerite) – skleryt w nasadowych częściach skrzydeł owadów uskrzydlonych.
Płytka humeralna jest sklerytem skrzydłowym położonym przed polem aksillarnym. Zwykle połączona ruchomym stawem z żyłką kostalną, choć może być od niej oddzielona błoniastym polem przedkostalnym. U jętek płytka humeralna jest drobna, umieszczona pomiędzy główką żyłki kostalnej a płatem tergum wspierającym skrzydło.
U ważek płytka humeralna jest silnie rozbudowana i powiększona, co stanowi przystosowanie do mechanizmu lotu w tej grupie. Płytka ta wspiera się na przednim ramieniu słupka pleuralnego (łac. processus pleuralis fulcralis). Połączona jest stawem zawiasowym z przednią połową krawędzi tergum lub specjalnym sklerytem tegoż. Żyłka kostalna jest połączona z ową płytką dwoma stawami zawiasowymi za pośrednictwem drobnego sklerytu wstawkowego, homologicznego z płytką humeralną jętek. Takie połączenie umożliwia odchylenie w dół jedynie przedniej części skrzydła (pola kostalnego), podczas gdy jego pozostała część pozostaje podparta dzięki płytce aksillarnej i wychodzącym z niej żyłkom.
U owadów nowoskrzydłych płytka ta stanowi drobny skleryt umieszczony na przedniej krawędzi nasadowej części skrzydła. Jest ona połączona ruchomo z żyłką kostalną, ale nie ma bezpośredniego połączenia z tułowiem. Tę ostatnią funkcję przejmuje pierwszy skleryt aksillarny.